# Friedrich Uebelhoer
Friedrich Uebelhoer est un militant et administrateur nazi. Né le 25 septembre 1893 à Rothenburg ob der Tauber, en Franconie, il disparaît en 1945.

## Biographie
Jusqu'en 1904, Uebelhoer étudie à l'école primaire et au lycée de Rothenburg ob der Tauber et à l'ancien lycée de Wurtzbourg. En 1914, il s'engagea dans le 14e régiment d'artillerie à pied.
Il combat sur le front de l'Ouest pendant toute la Première Guerre mondiale. Au sortir du conflit, il s'engage dans les corps francs, puis intègre le parti nazi en 1922. En 1931, il est nommé Kreisleiter en Saxe prussienne. Élu député en 1933, il poursuit sa carrière jusqu'en 1939. En 1939, il est nommé inspecteur du Reichsgau Wartheland. C'est à ce titre qu'il ordonne la constitution du Ghetto de Łódź le 10 décembre 1939.
En 1943, il est nommé à Mersebourg.
Il disparaît lors de la débâcle allemande de 1945.